# Jüdischer Friedhof Dalsheim

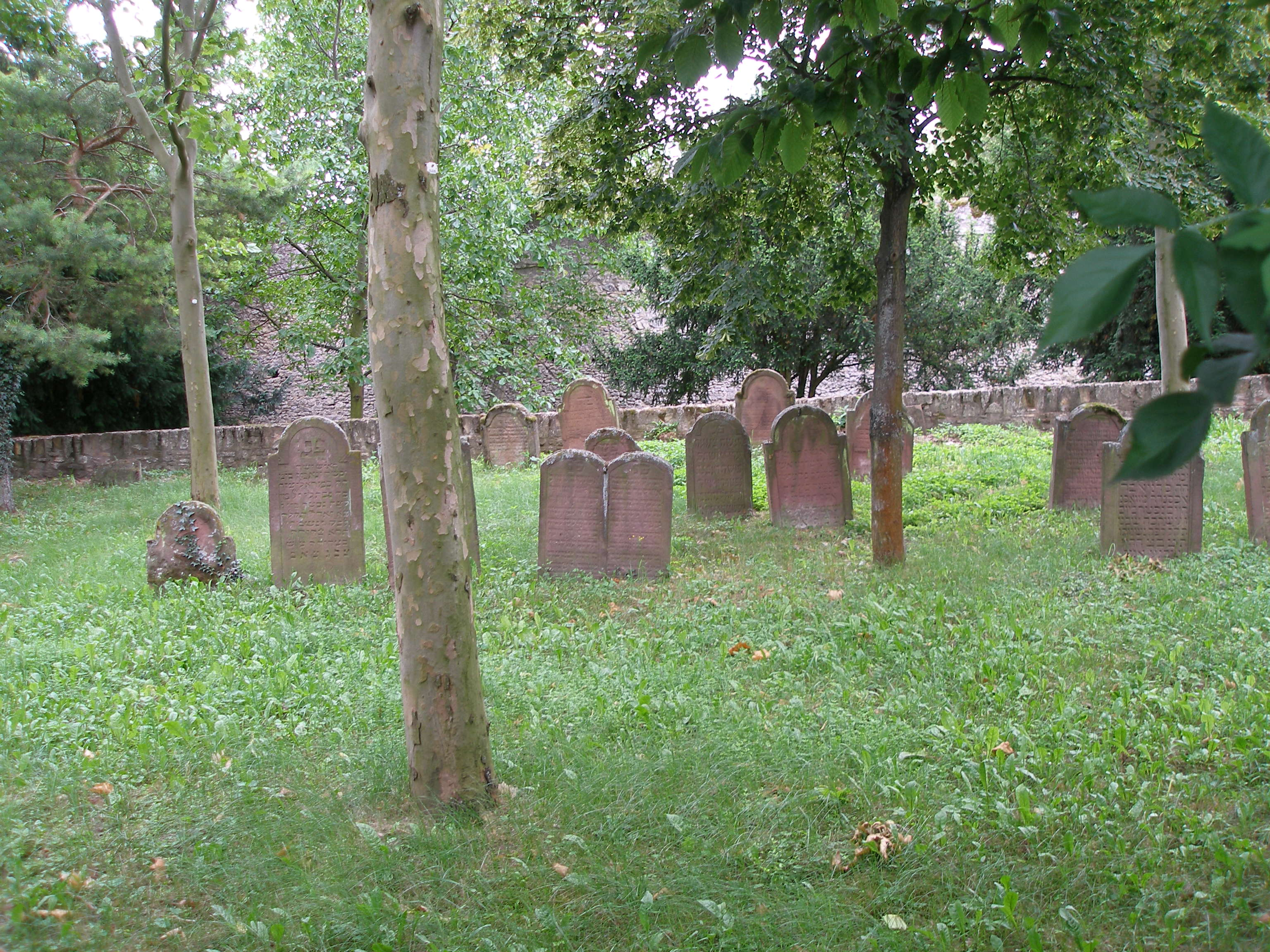
Jüdischer Friedhof in Dalsheim

Der Jüdische Friedhof in Dalsheim, einem Ortsteil der Ortsgemeinde Flörsheim-Dalsheim im Landkreis Alzey-Worms in Rheinland-Pfalz, wurde um 1579 angelegt. Der jüdische Friedhof liegt vor der nördlichen Stadtmauer an der Straße Am Pfarrgarten. Er ist ein geschütztes Kulturdenkmal.
Der Friedhof wurde bis in die 1930er Jahre von den jüdischen Gemeinden der Umgebung belegt. Bis um 1800 von den Juden aus Heppenheim an der Wiese, bis in die 1930er Jahre von den Juden aus Hohensülzen, Kriegsheim, Monsheim und Nieder-Flörsheim.
Auf dem 1758 m² großen Friedhof sind etwa 150 Grabsteine erhalten. Der älteste ist aus dem Jahr 1721.